# Iván Varga
Iván Ángel Varga (Avellaneda, 23 giugno 1995) è un ex calciatore argentino, di ruolo difensore.

## Caratteristiche tecniche
È un terzino destro.

## Carriera
Cresciuto nelle giovanili dell'Arsenal de Sarandi, debutta in prima squadra il 16 febbraio 2015 disputando da titolare il match perso per 1-0 contro l'Estudiantes.
Nell'agosto 2017 è passato all'Atlanta dove, poco tempo dopo, gli è stata diagnosticata una patologia cardiaca che lo ha costretto al ritiro nel gennaio dell'anno seguente.